# Serguei Terésxenkov
Serguei Semiónovitx Terésxenkov (en rus Сергей Семёнович Терещенқов) (Olxa, óblast de Smolensk, 27 d'abril de 1938 - Tula, 11 d'abril de 2006) va ser un ciclista soviètic, d'origen rus, que va córrer durant els anys 60 del segle xx. Va guanyar tres medalles, dues d'elles d'or, als Campionats del món de Persecució per equips.

## Palmarès
- 1963
  -  Campió del món en Persecució per equips, amb Arnold Belgardt, Stanislav Moskvín i Víktor Romànov
- 1965
  -  Campió del món en Persecució per equips, amb Stanislav Moskvín, Michail Koljuschov i Leonid Vukolov